# Thurisind
Thurisind také Turisind (latinsky Turisindus) (6. století? - 560?) byl v letech 548 až 560 král východogermánského kmene Gepidů.
Thurisind byl předposledním králem Gepidů, když odstranil Ustrigotha, syna zesnulého krále Elemunda, kterého donutil odejít do vyhnanství. Thurisindovo království, známé jako Gepidia, se nacházelo v Panonské pánvi s centrem v Sirmiu, bývalém římském městě na řece Sávě.
Jeho vláda byla poznamenána četnými válkami s Langobardy, germánským národem, který přišel do bývalé římské provincie Panonie ze severu pod vedením krále Audoina. Kromě válek s Langobardy musel Thurisind také čelit nepřátelským výpadům Byzantské říše, která byla rozhořčena nad ovládnutím Sirmia Gepidy a snažila se zvýšit svůj vliv v Panonské pánvi na jejich úkor. Plány Byzantinců se začaly plnit v roce 551 nebo 552, když v bitvě u Asfeldu Langobardi vedení svým králem Audoinem porazili Gepidy vedené Thurisindem, čímž oslabili moc Gepidů v tomto regiónu. Byzantský císař Justinian následně donutil oba znesvářené kmeny k uzavření mírové dohody, aby udržel rovnováhu sil v Panonské pánvi.
Thurisind v bitvě u Asfeldu ztratil svého nejstaršího syna Turismoda, který byl zabit Alboinem, synem Audoinovým. Thurisind zemřel patrně v roce 560, na jeho místo nastoupil jeho poslední syn Kunimund, kterého v roce 567 zabil rovněž langobardský princ Alboin. Kunimundova smrt znamenala konec království Gepidů a začátek osídlení jejich území Langobardy a také Avary, kočovným národem migrujícím z euroasijské stepi.